# Epidendrum flexuoecallosum
Epidendrum flexuoecallosum är en orkidéart som beskrevs av Eric Hágsater och E.Santiago. Epidendrum flexuoecallosum ingår i släktet Epidendrum och familjen orkidéer. Inga underarter finns listade i Catalogue of Life.